# Lesia Ukrajinka
Lesia Ukrajinka (ukrainska: Леся Українка), pseudonym för Larysa Petrivna Kosatj-Kvitka (ukrainska: Лариса Петрівна Косач-Квітка) var en ukrainsk poet och författare.

## Biografi
Lesia Ukrajinka föddes den 25 februari (g.s. 13 februari) 1871 i Novohrad-Volynskyj i Ukraina i Kejsardömet Ryssland. Hennes mor, Olha Drahomanova-Kosatj, var författare och publicist, känd under pseudonymen Olena Ptjilka (ukrainska: Олена Пчілка), och hennes far hette Petro Antonovytj Kosatj.
Ukrajinka var en av Ukrainas mest kända poeter och författare. Redan som ung började hon skriva poesi och år 1884, vid 13 års ålder, fick hon sina första dikter publicerade: "Liljekonvalj" (ukrainska: Конвалія) och "Sapfo" (ukrainska: Сафо). I samband med detta började hon också skriva under pseudonymen Lesia Ukrajinka.
Morbrodern Mychajlo Drahomanov, som var en välkänd historiker, uppmuntrade den unga flickan att studera ukrainska folksagor, folksånger och historia. År 1879 flyttade familjen till Lutsk i nuvarande västra Ukraina och under 1880-talet till Kiev. Lesia och hennes bror Mychajlo Kosatj bildade 1888 en litterär grupp kallad Plejada. Gruppen syftade till att främja utvecklingen av den undertryckta ukrainska litteraturen, bland annat genom att översätta utländsk litteratur till ukrainska. Publicering av ukrainsk litteratur var sedan 1876 förbjuden i Kejsardömet Ryssland, varför den ukrainska litteraturen ofta fick tryckas i den västra delen av Ukraina som då tillhörde Österrike-Ungern.
Ukrajinka är upphovsperson till en stor mängd skrifter, noveller, poem, dikter och teaterpjäser. Bland hennes olika verk kan "Na krylach pisen" (På sångens vingar) (1893) och "Vidhuky" (Ekon) (1902) nämnas. "Blakytna trojanda" (Den azurblåa rosen) från 1896 är hennes första drama. Bland övriga dramer kan "Oderzjyma" (Besatt) (1901), "Bojarynja" (Adelskvinnan) (1910) och "Lisova pisnja" (Skogssången) (1912) nämnas.
Lesia Ukrajinka gifte sig 1907 i Kiev med juristen Klyment Kvitka. 
Sedan barndomen led Ukrajinka av tuberkulos. Sina sista fem år bodde hon på kurorter i Egypten, på Krim och i Kaukasus. Sjukdomen tog slutligen hennes liv den 1 augusti 1913 i kurorten Surami i Georgien.

## Utmärkelser
I Ukraina finns det en mängd platser och teatrar uppkallade efter henne. Sedan 2001 är hon även på den ukrainska 200-hryvniasedeln.
Asteroiden 2616 Lesya är uppkallad efter henne.